# Amadou Tidiane Dia
Pour les articles homonymes, voir Dia.
Vous pouvez aider à l'améliorer ou bien discuter des problèmes sur sa page de discussion.
- Il ne cite pas suffisamment ses sources. Vous pouvez indiquer les passages à sourcer avec {{référence nécessaire}} ou {{Référence souhaitée}}, et inclure les références utiles en les liant aux notes de bas de page. (Marqué depuis décembre 2016)
- Sa forme n’est pas encyclopédique et ressemble trop à un curriculum vitæ. Modifiez le texte pour aider à le transformer en article neutre. (Marqué depuis septembre 2016)

- Archive Wikiwix
- Bing
- Cairn
- DuckDuckGo
- E. Universalis
- Gallica
- Google
- G. Books
- G. News
- G. Scholar
- Persée
- Qwant
- (zh) Baidu
- (ru) Yandex
- (wd) trouver des œuvres sur Wikidata

Le général Amadou Tidiane Dia, né le 28 décembre 1944 à Kaolack, est un officier général sénégalais ayant exercé les fonctions de commandant et directeur du Génie, de chef d'état-major de l'armée de terre, d'inspecteur général des Forces armées, de Grand Chancelier de l'ordre national du Lion, et depuis avril 2013, de commissaire général au Pèlerinage aux Lieux Saints de l'Islam.

## Formation
- Classe préparatoire Lycée Saint-Louis
- École spéciale militaire Coëtquidan/Saint-Cyr
- École d'Application du Génie d'Angers
- École supérieur d'Application du Génie de Versailles
- École spéciale d'Architecture de Paris
- École supérieur de Guerre Inter Armées

## Carrière
Il a été commandant de l'École Nationale des Officiers d'Actives.
Il a été commandant et directeur du génie militaire.
Il a été commandant de la Zone Militaire Centre
Il a été chef d'état-major de l'armée de terre.
Le 1er mai 2000, il est nommé inspecteur Général des Forces armées par le président Abdoulaye Wade.
Le 1er octobre 2000, il est promu Général de brigade.
Le 13 juin 2002, le général de brigade Amadou Tidiane Dia est nommé Grand Chancelier de l’ordre national du Lion en remplacement du général de corps d’armée (CR) Idrissa Fall. Le général de brigade Papa Khalilou Fall est nommé inspecteur général des Forces armées en remplacement du général de brigade Amadou Tidiane Dia.
Octobre 2002, le général de brigade Amadou Tidiane Dia est promu général de division.
Le 11 avril 2013, le général de division Amadou Tidiane DIA est nommé Commissaire Général au Pèlerinage aux Lieux Saints de l'Islam.

## Distinctions
- Modèle:Déco Grand-croix dans l’ordre national du Lion
- Modèle:Déco Grand-croix dans l’ordre national du mérite
- Commandeur de la Légion d'honneur
- Commandeur dans l'ordre national du Burkina Faso
- Commandeur de l'ordre national du Bénin
- Commandeur dans l'ordre national de Côte d'Ivoire
- Commandeur dans l'ordre national du Mali
- Chevalier de l'ordre national du Mérite
- Médaille commémorative de la Guerre du Golfe
- Médaille commémorative de la Force d'Interposition au Liban Sud
- Médaille d'honneur de l'armée gabonaise
- Médaille d’honneur de l’Armée de Terre
- Croix de la Valeur Militaire avec étoile d'argent